# Leszek Krowicki
Leszek Krowicki er en polsk håndboldtræner, som træner det polske kvindehåndboldlandshold pr. 2016.